# Helisoma newberryi
Helisoma newberryi är en snäckart som först beskrevs av I. Lea 1858.  Helisoma newberryi ingår i släktet Helisoma och familjen posthornssnäckor. Inga underarter finns listade i Catalogue of Life.